# گیدئون تیش
گیدئون تیش (به انگلیسی: Gideon Tish) هافبک اهل اسرائیل است که از سال ۱۹۵۸ تا ۱۹۶۴ میلادی عضو تیم ملی فوتبال اسرائیل بوده و در ۳۶ بازی ملی حضور داشته‌است. گیدئون تیش توانسته در بازی‌های ملی، ۱ گل به ثمر برساند.